# 거시경제학

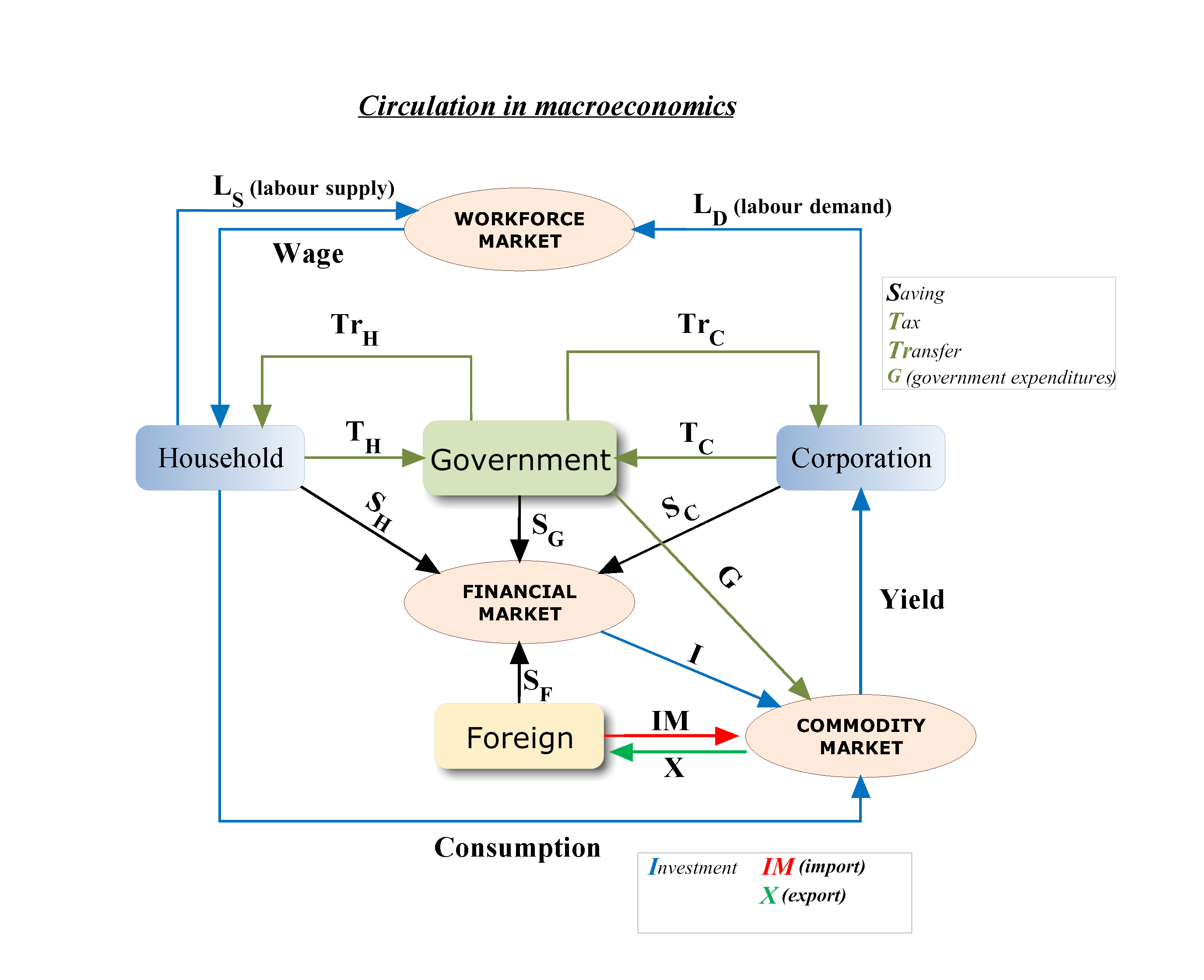
거시경제적 순환

거시경제학(巨視經濟學, 영어: macroeconomics)은 크게 봤을 때 미시경제학과 더불어 경제학을 이루는 양대 학문 중 하나로, 나무가 아닌 숲 전체를 보는 개념의 학문이다. 거시경제학은 모든 개별경제주체들의 상호작용의 결과로 인해 나타나는 한 국가의 전체적인 경제 현상에 대해 분석하며, 이를 통해 국민소득, 물가, 실업, 환율, 국제수지 등 실물경제의 전반을 측정할 수 있다. 즉, 경제 전반에 영향을 미치는 변수들의 결정요인과 이러한 변수들간의 상호 관련성, 국민소득의 변화를 설명하는 경제성장이론, 그리고 단기적으로 실업과 밀접한 연관을 가지고 있는 경기변동이론을 연구함으로써 총체적이면서도 거시적인 관점에서 경제를 서술한다. 경제학에서 거시경제학이 미시경제학과 따로 분리되지 않은 이유는, 개별 경제주체나 시장의 미시적인 의사결정을 집계하는 이론이 존재하기는 하나, 그것의 수준이 미시경제학만큼 충분히 발달하지 못했기 때문이다. 

## 국민경제순환모형
경제주체가 여러 시장에서 서로 거래하는 것을 모형화한 것을 국민경제순환 모형이라고 한다. 가계와 기업만 존재하는 해당 모형(2부문 단순모형)에서 가계는 생산요소를 공급하여 얻는 소득인 요소소득(factor income)으로 생산물을 구입하고, 기업은 생산물 판매를 통해 얻은 수입으로 요소비용(factor costs)을 지급하여 생산요소를 구입한다. 이러한 경제의 순환은 지속적으로 이루어지며 일정기간 동안의 이러한 흐름에서 소비와 투자를 측정할 수 있다. 이러한 모형에 정부와 외국이라는 경제주체를 추가하면 경제순환을 통해 일정기간 동안 이루어지는 소비와 저축, 투자와 무역수지등을 측정할 수 있으며 이러한 자료를 바탕으로 국민소득을 측정할 수 있다.
기업부문에서, 기업은 다른 기업과 중간재(intermediate goods)를, 그리고 가계부문에서 가계들은 채권, 주식, 토지 등과 같은 자산을 각각 사고판다. 이러한 거래는 사고 파는 것을 합산하면 0이 되므로 국민경제 순환모형에서는 나타내지 않는다.
저축 중 금융시장으로 유입되는 것은 생산요소에 대한 수요(고용)이 아니며, 재화에 대한 수요 또한 아니다. 가계 소득을 소비와 저축의 두 용도로 사용되는데, 저축이 많아지면, 소비 쪽의 재화 수요가 줄어든다. 따라서 저축은 산출량을 줄어들게 하는 효과를 갖는다. 이와 같이 저축은 국민소득의 순환과정에서 빠져나가기 때문에 누출(leakage)이라고도 부른다.
투자는 금융시장에 있던 자금이 자본형성에 새로이 써지게 됨을 뜻한다. 이러한 투자는 재화에 대한 수요를 증가시킨다. 따라서 투자는 주입(injection)이라고도 부른다.
생산요소시장, 금융시장, 그리고 재화시장의 세 가지 시장과 두 경제주체(가계, 기업)가 연결되어 있다. 거시경제는 이 모든 시장을 동시에 고려하는 일반균형이론(general equilibrium theory)의 형태로 연구될 수 있다.

## 국내총생산
경제의 규모와 경제 활동의 정도를 측정하는 변수로서 국내총생산(gross domestic product, GDP)이 많이 사용된다. 이는 세 가지 방법으로 측정할 수 있다.

### 생산접근방법에 의한 GDP
생산 측면에서 GDP는 한 나라 안에서 일정 기간 동안에 새로이 생산된 최종재화와 서비스의 시장가치의 합이라고 할 수 있다.

### 분배(소득)접근방법에 의한 GDP
생산에 참여한 경제주체들이 받은 소득을 합쳐 GDP를 구할 수 있다. 이를 분배(소득)접근방법이라 한다. 소득을 합해 GDP를 구할 수 있지만, 소득이 쓰이는 곳을 사용하여서도 GDP를 측정할 수 있다. GDP를 Y, 가계소비(consumption)를 C, 총 저축(saving)을 S, 세금을 T라고 하면,
Y = C + S + T
라고 할 수 있다.

### 지출접근방법에 의한 GDP
지출접근방법은 GDP 측정에서 많이 사용된다. 소비지출 C, 투자지출 I, 정부지출 G, 및 순수출 NX의 네 가지로 지출을 구분할 수 있다.
따라서
Y = C + I + G + NX
라고 할 수 있다.

### 실질 GDP, 명목 GDP
명목 GDP란, 생산의 가치를 경제활동이 일어날 당시의 가격으로 계산한 것을 말한다. 그러나 생산량은 변함이 없어도 시장가격이 변하여 생산량이 변함 것처럼 오해할 수 있으므로, 경제적 생산량을 집계하면서 가격 변화에 영향을 받지 않는 척도가 필요하여 실질 GDP가 고안되었다. 실질 GDP는 생산의 가치를 기준년도 가격으로 계산한 것을 말한다. 과거 대비 경제 비교, 경제성장률을 지칭할 때는 이 GDP가 쓰인다. 연쇄가중법을 사용한 실질 GDP 측정방법도 있다.

## 인플레이션
인플레이션(inflation)이란, 거시경제학에서 물가가 상승하는 현상을 일컫는 말이다. 인플레이션은 생계비를 증가시키고, 경제에 왜곡(distortion)을 일으킨다.

## 거시경제학의 흐름
거시경제학은 크게 봤을때, 시장은 안정적이기 때문에 정부의 개입이 불필요하다고 보는 고전학파와 시장은 불안정하므로 정부의 적극적인 개입을 통해 경제안정을 이루어야 한다는 케인즈학파로 나뉜다.
- 고전학파는 시장경제체제는 흔히 말하는 '보이지 않는 손(invisible hand)'이라는 자체교정능력을 가지고 있으므로 정부개입은 경제를 왜곡시킨다고 주장한다. 이러한 사상은 1970년대 통화주의학파이론으로 이어졌고, 새고전학파또한 이를 계승하고 있다.

- 케인즈 학파는 1930년대 경제대공황이 발생하면서 시장경제체제의 자체능력으로 불황을 극복하는 것에 한계가 있다는 것이 대두되면서, 정부가 재정 정책과 통화 정책 등을 통한 총수요 증대를 통해 시장의 불안정성을 보완해야한다고 주장한 케인즈에 의해 발전되었고, 새케인즈학파에 의해 계승되고 있다.

### 학파별
- 신고전주의 경제학(Neo classical economics) 케인즈 이전의 마셜이 한계혁명 등의 과정을 통해 수립한 경제학파다. 사실상 오늘날의 시카고나 주류 케인지언 등 모두가 따지고 보면 신고전주의 경제학의 일부다.
- 대표적 통화주의학파 경제학자인 밀턴 프리드먼은 "인플레이션은 언제나 어디에서나 화폐적인 현상"이라고 주장한다. 재정 정책은 민간 부문의 구축효과를 야기시킨다는 이유로 거부하며, 인플레이션이나 디플레이션에 대해 케인스 경제학에서처럼 총수요를 조절하여 대처하는 대신, 통화량증가율을 경제성장률에 일정비율로 유지하는 '준칙'에 따른 통화 정책을 사용한다.
- 새고전학파 경제학(New classical economics)은 1970년대에 케인스 경제학에 미시적 기초가 결핍되어 있다는 점을 지적하면서 출발했다. 경제주체들은 불완전하지만 이용가능한 모든 정보를 이용하여 행동한다는 합리적 기대의 가정에 바탕을 두고 있다.
- 새케인즈학파(New Keynesian economics)는 일정 부분 새고전학파 경제학에 대한 대응으로 출현했으며, 불완전한 시장에 대해 수요 조절의 필요성을 보임으로써 케인스 경제학에 대한 미시적 기초를 제공하려고 시도한다.
- 포스트케인스 경제학은 거시경제에서 불확정성, 유동성 선호, 역사적 과정 등의 중요성을 강조한다.

## 같이 보기
- 미시경제학
- 통화 정책
- 케인즈 경제학
- 경제 성장
- 재정 정책
- 동태적 일반균형
- 모형 (거시경제학)

조장옥 (2012), 《거시경제학: 거시경제 모형 해설의 새 지평》, 제2판
1. ↑  “보관된 사본”. 2021년 10월 23일에 원본 문서에서 보존된 문서. 2021년 10월 23일에 확인함.